# 滇南古金石录
《滇南古金石录》，云南金石专著，清朝阮福著。
道光六年（1826年），阮福之父阮元奉命任云贵总督，阮福随父同往。期间，阮福在父亲的指导下写就《滇南古金石录》，收录劉宋爨使君碑、唐王仁求碑、南诏德化碑、崇圣寺鐘款、铁柱庙铁柱款、前汉货布、唐大理塔砖7种金石资料，包括录文、拓片及跋语，书前有道光八年（1828年）序。《滇南古金石录》收录范围虽不广泛，但却是云南第一部金石文献专书。
阮福将《滇南古金石录》与《文笔考》辑为《小琅嬛丛记》，刊于《文选楼丛书》中。1936年，上海商务印书馆《丛书集成初编》据《文选楼丛书》本影印。